# Palmentuin (Paramaribo)

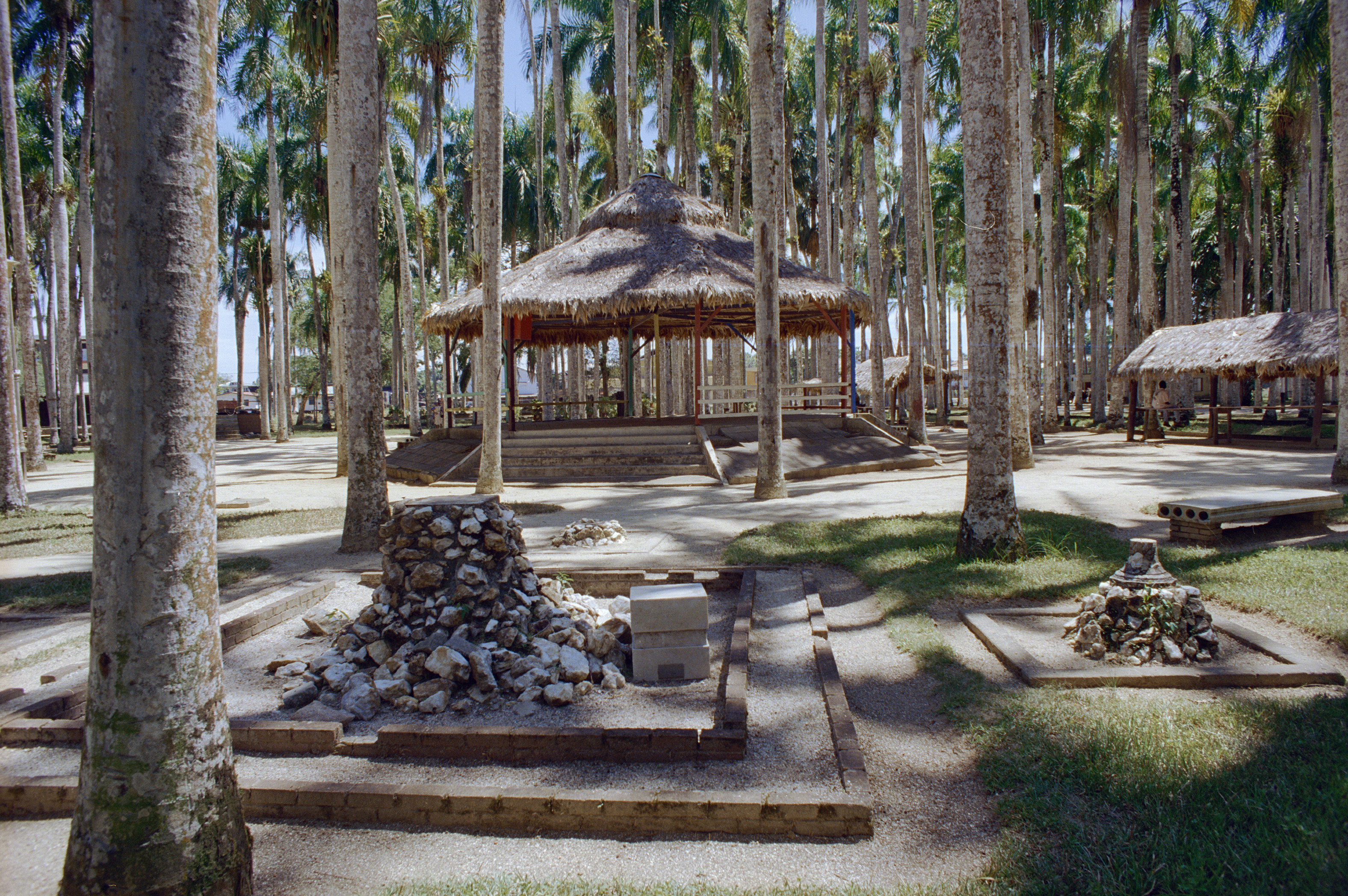
In de tuin in 1997

De Palmentuin in Paramaribo ligt achter het Presidentieel Paleis ingeklemd tussen de Kleine Combéweg, de Grote Combéweg en de promenade Wakapasi.
De tuin staat vol koningspalmen, die daar in opdracht van Cornelis van Aerssen van Sommelsdijck, die van 1683-1688 gouverneur van Suriname was, werden geplant voor zijn overleden vrouw. Hij stelde in 1685 de tuin open voor het publiek, maar hieraan kwam een einde toen hij in 1688 door een groep muitende soldaten werd vermoord.
Pas in het begin van de 20ste eeuw werd de tuin weer voor het publiek opgengesteld. Er staan nu enkele beelden en er is een speeltuintje. Op feestdagen staan er allerlei kraampjes. 's Avonds is het een plek waar zwervers en junks samenkomen.
Een van de beeldjes in het park is het beeld van Ruben Klas, geplaatst door ouders wier zoontje stikte nadat hij in een koelkast terecht was gekomen. Een onderschrift waarschuwt mensen dat ze goed op hun kinderen moeten passen.
Nadat Paramaribo in 2002 op de Werelderfgoedlijst van de VN was geplaatst stelde de UNESCO in 2009 US$ 147.000 ter beschikking om de palmentuin op te knappen. De werkzaamheden duurden acht maanden.
Voor de opknapbeurt viel er in 2009 een verrotte kruin uit een palmboom, waardoor een Nederlander dodelijk gewond raakte. In 2011 werd de tuin na een grondige renovatie heropend en sindsdien consequent onderhouden door het ministerie van OWTC.